# Mérei Vera
Mérei Vera, született Molnár Veronika (Budapest, 1916. október 19. – Budapest, 2007. október 25.) logopédus, gyógypedagógus, főiskolai tanár.

## Élete és munkássága
Molnár István (1875–1939) és Freund Margit lánya. Egy testvére volt, Péter (1919–1945). Hat éves koráig Triesztben élt, ahol apja bankigazgatóként dolgozott. Hazaköltözésük után édesapja céget alapított, mely déligyümölcs-kereskedelemmel foglalkozott. Az Országos Nőképző Egyesület Veres Pálné leánygimnáziumának tanulójaként 1934-ben érettségizett. 1938-ban végzett a Gyógypedagógiai Főiskolán.
Később világhírűvé vált pszichológus, Szondi Lipót Gyermek- és neveléslélektani intézetében dolgozott. Itt ismerkedett meg Mérei Ferenccel, aki később a Fővárosi Lélektani Intézet, valamint az Országos Neveléslélektani Intézet vezetője lett. 1939. június 27-én Budapesten kötöttek polgári házasságot. A vészkorszakot, illetve a holokausztot, a Nemzetközi Vöröskereszt egyik Védett Házában élte túl. 
A második világháborút követően a Bárczi Gusztáv Gyógypedagógiai Tanárképző Főiskola logopédiai tanszékén tanított 1985-ös nyugdíjazásáig, de férje halála után ismét oktatott az intézményben.
A Logopédusok Démoszthenész Egyesületének, valamint a Dadogókért Alapítvány kuratóriumának elnöke volt. Logopédiai kutatásait, eredményeit számos publikációja őrzi, kezelési módszereit szerte a világon, de főleg német nyelvterületen alkalmazzák.
Lányai: Mérei Eszter (1940), Mérei Anna (1943) rendező, forgatókönyvíró és Mérei Zsuzsanna (1956) pszichológus. 

## Művei
- Roboz Pál – Mérei Vera – Mikó Eszter (1953): Szülési sérülések idegrendszeri következményei. Gyermekgyógyászat, 3, 1–14.
- Mérei Ferencné (1962): Gyakorlati szempontok a kora gyermekkori hallásneveléshez. Gyógypedagógia, 1, 18–22.
- Mérei, Vera (1964): Leitung des Alltagslebens der Stotterns. In De Therapia Vocis et Loquelae, Vol. I, Wien, 477–478.
- Mérei Ferencné (1965): Az értelmi fogyatékosok beszédhibái. In A Gyógypedagógiai Tanárképző Főiskola Évkönyve I. 185–197.
- Mérei Ferencné (1965): Tanítsuk-e a gyermeket beszélni (A beszédhibák megelőzéséről). Szülők Könyvtára, Budapest, Kossuth Kiadó.
- Mérei Ferencné (1967): Beszédhibák az óvodai és iskolai otthonokban. In Hermann Alice Értelmi elmaradás – értelmi fejlődés az óvodás otthonokban. Budapest, Tankönyvkiadó, 166–176.
- Mérei Ferencné (1967): A környezet szerepe a beszédfejlődésben, különös tekintettel az állami gondozott gyermekekre. In A Gyógypedagógiai Tanárképző Főiskola Évkönyve II., 343–350.
- Mérei Ferencné (1969): Az agrammatizmus. In Tanulmányok a logopédia köréből 1894–1969. A Beszédjavító Intézet 75 éves évfordulójának emlékére, 19–20.
- V. Kovács Emőke – Mérei Ferencné (1969, szerk.) Tanulmányok a logopédia köréből. Főiskolai jegyzet, Budapest, Tankönyvkiadó.
- Mérei Ferencné (1969): Az értelmi fogyatékosok beszédhibái. In V. Kovács Emőke – Mérei Ferencné (szerk.) Tanulmányok a logopédia köréből. Főiskolai jegyzet, Budapest, Tankönyvkiadó, 194–209.
- Mérei Ferencné (1970): Muzikalitás és beszédhiba. Gyógypedagógia, 1, 26–29.
- Mérei Ferencné (1970): Beszédhibák megelőzése – javítása az óvodában. Útmutató óvónők számára. Budapest, Országos Pedagógiai Intézet.
- Mérei Ferencné (1970): Beszédfejlődés. In Kovács Emőke (szerk.) Logopédia I. Főiskolai jegyzet, Budapest, Tankönyvkiadó, 14–33.
- Mérei Ferencné (1970): A megkésett beszédfejlődés. In Kovács Emőke (szerk.) Logopédia I. Főiskolai jegyzet, Budapest, Tankönyvkiadó, 34–60.
- Mérei Ferencné (1970): Logopédusképzés külföldön és hazánkban. In Subosits István – V. Kovács Emőke A beszéd és zavarai. Budapest, Tankönyvkiadó, 66–69.
- Mérei Vera (1972): A gyermekkori afáziáról. In A Gyógypedagógiai Tanárképző Főiskola Évkönyve V. 509–519.
- Mérei, Vera (1972): Postaphasische Sprachlabilität. In Papers in Interdisciplinary Speech Research. Budapest, Akadémiai Kiadó, 177–178.
- Mérei Ferencné (1972): Debilis óvodások beszédzavarának komplex háttere. MAGYE-kiadvány 3., Budapest, 225–227.
- Mérei, Vera – V. Kovács Emőke (1973): A logopédiai korrekció mint az értelmi fogyatékosok rehabilitációjának egyik eszköze. In A Gyógypedagógiai Tanárképző Főiskola Évkönyve V. 55–60.
- Mérei, Vera (1975): A csoportdinamikai módszer mint közvetett pedagógiai hatás a logopédiában. Gyógypedagógiai Szemle, 4, 278–298.
- Illyés Sándor – Mérei Vera (1975): Elfogadás és elutasítás az épek fogyatékosokhoz fűződő társas kapcsolatában. In A Bárczi Gusztáv Gyógypedagógiai Tanárképző Főiskola Évkönyve IX. 225–235.
- Mérei Ferencné (1978): Schulung und Beratung von Eltern und Kindergarterinnen in der Betreuung Sprachgestörter vordchulpflichtiger Kinder. Der Sprachheilpädagoge, 1, 23–32.
- Mérei Ferencné (1978): Das psychologische Stottern eine „Gefahrzone” in der Sprachentwicklung. Der Sprachheilpädagoge, 4.
- Mérei Vera – Vinczéné Bíró Etelka (1979): Dadogás I. (Etiológia és tünettan). Főiskolai jegyzet, Budapest, Tankönyvkiadó.
- Mérei Ferencné (1979): Die Behandlung von Vorurteilen für das Verhalten von Eltern zu ihren sprachbehinderten Kindern. In Psychosoziale Aspekte bei Gesellschaft für Sprachheilpadagogik. Hamburg, Verlag Wartens und Söhne, 189–191.
- Mérei, Vera (1980): Zur Arbeit mit Eltern im Rahmen der Frühbehandlung stotternder Kinder. Sprachheilarbeit, 3, 104–110.
- Mérei Vera – Vassné Kovács Emőke (1980): A kommunikációs zavarok gyakoriságáról és megoszlásáról. In A Bárczi Gusztáv Gyógypedagógiai Tanárképző Főiskola Évkönyve IX. 55–60.
- Mérei, Vera (1982): Sprachbehinderungen bei Kindern im Heim und in der Familie – eine vergleichende Untersuchung. In Aschenbrenner, H., (Hg.) Sprachbehinderungen und Heimerziehung. Wien, München, Jugend und Volk, 55–72.
- Mérei Vera – Radványiné Hay Ottilia (1983): Funkcia rodisov v rammom vyvoji postihnuteho dietata. Otázky defektologie, 187–189.
- Mérei Vera – Vinczéné Bíró Etelka (1986): Dadogás II. (Terápia). Főiskolai jegyzet, Budapest, Tankönyvkiadó.

## Fordításai
- Szondi Lipót: Káin a törvényszegő, Mózes a törvényalkotó
- Huth Werner: Szondi Lipót élete és műve